# Alfred Cove
Alfred Cove är en del av en befolkad plats i Australien. Den ligger i kommunen Melville och delstaten Western Australia, omkring 10 kilometer sydväst om delstatshuvudstaden Perth.
Runt Alfred Cove är det mycket tätbefolkat, med 1 754 invånare per kvadratkilometer.. Närmaste större samhälle är Perth, nära Alfred Cove. 
Runt Alfred Cove är det i huvudsak tätbebyggt. Genomsnittlig årsnederbörd är 1 018 millimeter. Den regnigaste månaden är maj, med i genomsnitt 176 mm nederbörd, och den torraste är februari, med 9 mm nederbörd.